# Departamento de Boyacá (Gran Colombia)
El departamento de Boyacá fue una subdivisión administrativa y territorial de la Gran Colombia ubicada en la región centro-oriental de la actual Colombia.
El departamento fue creado en 1821, y perduró hasta la disolución del país en 1830. Sin embargo en 1886 resurgió de nuevo como uno de los 9 departamentos que dieron origen a la actual República de Colombia.
El territorio del departamento de Boyacá incluía todo el territorio de hoy corresponde a los llanos orientales de Colombia así como una buena porción de selva amazónica. La capital del departamento fue Tunja.

## Historia

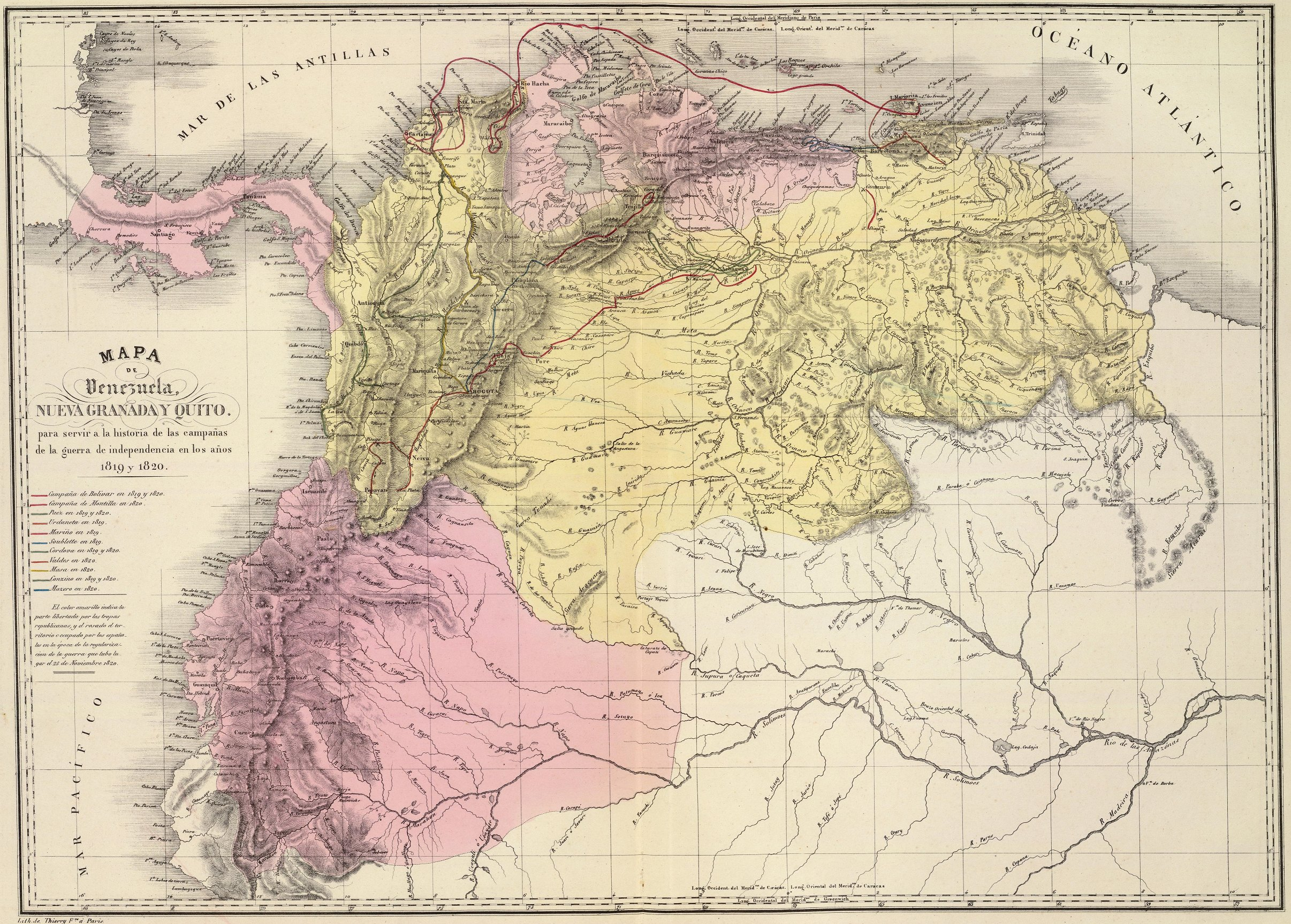
Venezuela y Nueva Granada entre 1819 y 1820. En rojo los territorios en poder de las fuerzas españolas. En amarillo los territorios independientes.

En 1820, se hallaban en poder de los españoles todo el departamento de Quito, el centro-norte de Venezuela y las regiones de Cartagena de Indias y Santa Marta.
En 1821, se produce una nueva reorganización que crea los departamentos de Boyacá, Magdalena y Cauca a partir del de Cundinamarca.

## Divisiones administrativas

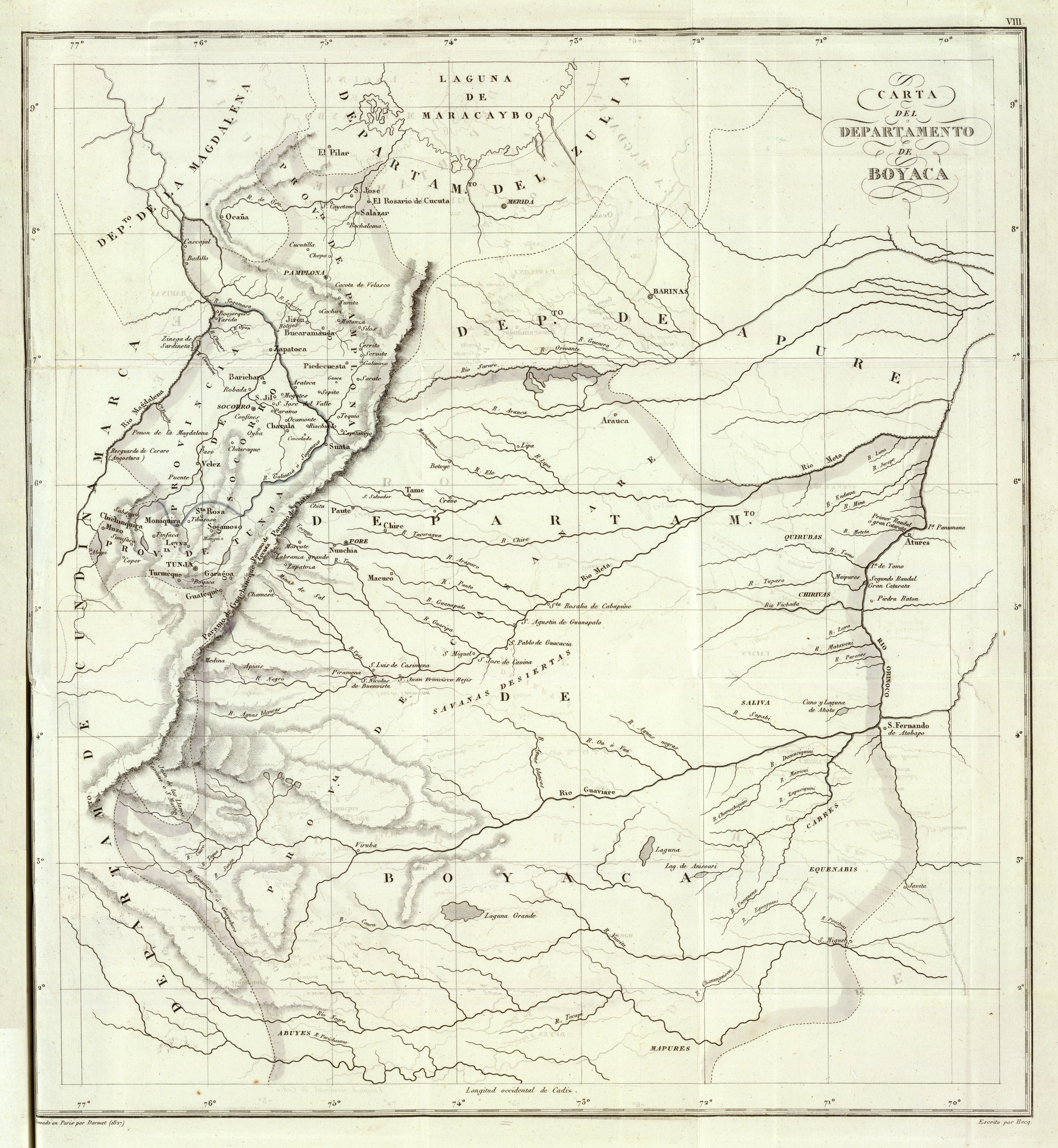
Carta del departamento de Boyacá y sus divisiones administrativas en 1827.

En 1824, por medio de la Ley de División Territorial de la República de Colombia, el departamento se subdividía en provincias. De acuerdo a las leyes de la Gran Colombia, a la cabeza del gobierno civil del departamento se hallaba un Intendente y la autoridad militar estaba representada por el comandante general del departamento.
Según la Ley de División Territorial de la República de Colombia del 25 de junio de 1824, el departamento de Boyacá comprendía 4 provincias y 29 cantones:
- Provincia de Casanare. Capital: Pore. Cantones: Pore, Arauca, Chire (Tame), Santiago (Taguana), Macuco (San Miguel de Macuco) y Nunchía.
- Provincia de Pamplona. Capital: Pamplona. Cantones: Pamplona, San José de Cúcuta, El Rosario de Cúcuta, Salazar, La Concepción, Málaga, Girón, Bucaramanga y Pie de Cuesta.
- Provincia del Socorro. Capital: Socorro. Cantones: Socorro, San Gil, Barichara, Charalá, Vélez, Zapatoca y Moniquirá.
- Provincia de Tunja. Capital: Tunja. Cantones: Tunja, Leyva, Chiquinquirá, Muzo, Sogamoso, Tenza (Guateque), Cocuy, Santa Rosa, Soatá, Turmequé y Garagoa.